# Suffasia
Genre
Suffasia est un genre d'araignées aranéomorphes de la famille des Zodariidae.

## Distribution
Les espèces de ce genre se rencontrent en Inde, au Népal et en Sri Lanka.

## Liste des espèces
Selon World Spider Catalog (version 21.5, 05/09/2020) :
- Suffasia ala Sen, Dhali, Saha & Raychaudhuri, 2015
- Suffasia attidiya Benjamin & Jocqué, 2000
- Suffasia kanchenjunga Ono, 2006
- Suffasia keralaensis Sudhikumar, Jocqué & Sebastian, 2009
- Suffasia mahasumana Benjamin & Jocqué, 2000
- Suffasia martensi Ono, 2006
- Suffasia tigrina (Simon, 1893)
- Suffasia tumegaster Jocqué, 1992

## Publication originale
- Jocqué, 1991 : « A generic revision of the spider family Zodariidae (Araneae). » Bulletin of the American Museum of Natural History, no 201, p. 1-160 (texte intégral).